# Coreopsis maritima
Coreopsis maritima là một loài thực vật có hoa trong họ Cúc. Loài này được (Nutt.) Hook.f. mô tả khoa học đầu tiên năm 1876.